# Trzęsienie ziemi w Zhili (1290)
Trzęsienie ziemi w Zhili – silne trzęsienie ziemi o magnitudzie 6,8 z epicentrum w Zhili, które nawiedziło Chiny 27 września 1290 roku.

## Trzęsienie ziemi
Według szacunków liczba ofiar wynosi od 7 270 do 100 000 osób.
Trzęsienie ziemi zniszczyło wiele domów. Zniszczona została m.in. świątynia Fengguo si.